# Antonio de Comontes

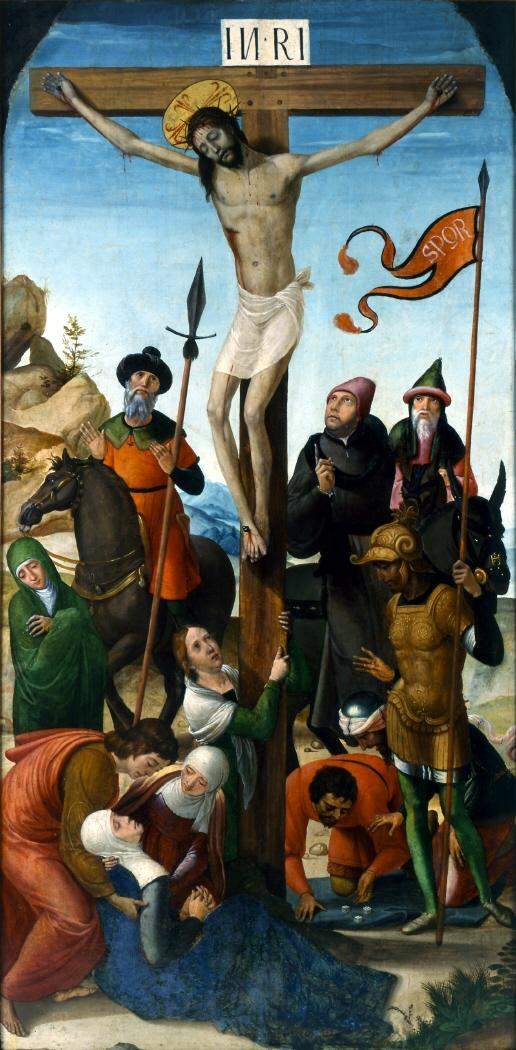
Crucifixión, óleo sobre tabla, 197 x 96,5 cm, Valladolid, Museo Nacional de Escultura, atribuido a Antonio Comontes por Chandler Post dada su semejanza con la tabla que remata el retablo de la iglesia de San Andrés de Toledo.

Antonio de Comontes (fallecido hacia 1547), fue un pintor renacentista español activo en Toledo en la primera mitad del siglo XVI, colaborador y estrecho seguidor de Juan de Borgoña, aunque Ceán Bermúdez le supuso discípulo del mal conocido Antonio del Rincón.
Miembro de una familia de artistas, también su hermano Íñigo de Comontes y su sobrino Francisco fueron pintores y como él estuvieron relacionados con Juan de Borgoña. Con él contrató Antonio en 1513 las tablas del retablo mayor y colaterales de la iglesia de San Andrés de Toledo por encargo del embajador en Roma y comendador de la Orden de Calatrava Francisco de Rojas, junto con otro retablo, perdido, para el convento de Calatrava. La ejecución de todos ellos parece obra enteramente de Comontes, más expresivo en los rostros que su maestro, aunque pudo hacerlo siguiendo las trazas de Borgoña. También es suyo el retablo del convento de la Concepción Francisca de Toledo, con las tablas mayores del Abrazo ante la puerta dorada y el Nacimiento de la Virgen y un Calvario del Museo Nacional de Escultura, muy cercano al que corona el retablo de la iglesia de San Andrés, deudor a su vez del que pintó Santa Cruz en el retablo mayor de la catedral de Ávila.